# Eudorylas moffattensis
Eudorylas moffattensis är en tvåvingeart som beskrevs av Skevington 2003. Eudorylas moffattensis ingår i släktet Eudorylas och familjen ögonflugor.
Artens utbredningsområde är Queensland. Inga underarter finns listade i Catalogue of Life.